# Lasioglossum eschaton
Lasioglossum eschaton là một loài Hymenoptera trong họ Halictidae. Loài này được Ebmer mô tả khoa học năm 1995.